# Rhadinaea serperastra
Rhadinaea serperastra este o specie de șerpi din genul Rhadinaea, familia Colubridae, descrisă de Cope 1871. Conform Catalogue of Life specia Rhadinaea serperastra nu are subspecii cunoscute.